# 水洞底镇
水洞底镇，是中华人民共和国湖南省娄底市娄星区下辖的一个乡镇级行政单位。 相关网站：水洞底网 （页面存档备份，存于）
2017年1月24日，将涟源市的水洞底镇划入娄底市娄星区管辖。

## 行政区划
水洞底镇下辖以下地区：
向红社区、撑田村、球树村、长步村、温泉村、天堂村、雨田村、大岳垅村、大田村、南桥村、西溪村、慕农村、羊角村、井冲村、托山村、中心村、石脚村、泥青村、红土村、理珊村、竹脚村、水洞底村、梽柚村、慕长村、石狮村、禾花村、潘塘村、新塘村、留坦村、石泉村、槐树村、虎岩村、周观村、白龙村、白晃村、新仕村、国柱村、小杨村、杨才村、三桥村、云华村、金华村、红泉村、金塘村、云山村和高枧村。